# Oussama Nabil
Oussama Nabil (arabisch أسامة نبيل, DMG Usāma Nabīl; * 18. Februar 1996) ist ein marokkanischer Mittelstreckenläufer, der sich auf den 800-Meter-Lauf spezialisiert hat.

## Sportliche Laufbahn
Erste Erfahrungen bei internationalen Meisterschaften sammelte Oussama Nabil 2013 bei den Jugendweltmeisterschaften in Donezk, bei denen er im 800-Meter-Lauf in 1:50,28 min den sechsten Platz belegte. Im Jahr darauf nahm er im 1500-Meter-Lauf an den Juniorenweltmeisterschaften in Eugene teil, schied dort aber mit 3:49,49 min in der ersten Runde aus. Bei den Crosslauf-Weltmeisterschaften 2015 in Guiyang erreichte er nach 26:56 min in der U20-Wertung Rang 73. Anschließend belegte er bei den Juniorenafrikameisterschaften in Addis Abeba in 1:51,28 min den vierten Platz über 800 Meter und wurde über 1500 Meter in 3:49,47 min Rang sechs. 2016 belegte er bei den U23-Mittelmeermeisterschaften in Tunis in 1:48,42 min den vierten Platz, wie auch bei den Islamic Solidarity Games im Jahr darauf in Baku in 1:46,68 min. Anschließend siegte er bei den Arabischen Meisterschaften in Radès in 1:47,24 min über 800 Meter und wurde über 1500 Meter in 3:53,31 min Vierter. Es folgte ein weiterer Sieg über 800 Meter bei den Spielen der Frankophonie in Abidjan in 1:46,14 min. 2019 schied er bei den Arabischen Meisterschaften in Kairo mit 1:50,10 min in der Vorrunde aus. Anschließend nahm er erstmals an den Afrikaspielen in Rabat teil und gewann dort in 1:45,42 min die Bronzemedaille hinter dem Tunesier Abdessalem Ayouni und Cornelius Tuwei aus Kenia. Damit qualifizierte er sich auch für die Weltmeisterschaften in Doha, bei denen er im Halbfinale disqualifiziert wurde. 2021 gewann er bei den Arabischen Meisterschaften in Radès in 1:46,84 min die Silbermedaille über 800 m und musste sich damit nur dem Algerier Mohamed Ali Gouaned geschlagen geben. Im August gelangte er bei den Olympischen Spielen in Tokio bis ins Halbfinale und schied dort mit 1:46,42 min aus.
2022 klassierte er sich bei den Afrikameisterschaften in Port Louis mit 1:47,01 min auf dem siebten Platz über 800 Meter und anschließend gelangte er bei den Islamic Solidarity Games in Konya mit 1:49,42 min auf Rang sechs. Im Jahr darauf gewann er bei den Spielen der Frankophonie in Kinshasa in 1:48,18 min die Bronzemedaille hinter seinen Landsleuten Oussama el-Bouchayby und Mostafa Smaili. Kurz darauf schied er bei den Weltmeisterschaften in Budapest mit 1:47,96 min in der ersten Runde aus. 2024 belegte er bei den Afrikaspielen in Accra in 1:46,77 min den siebten Platz.
2021 wurde Nabil marokkanischer Meister im 800-Meter-Lauf.

## Persönliche Bestzeiten
- 800 Meter: 1:44,25 min, 27. Juni 2021 in Rabat
  - 800 Meter (Halle): 1:48,60 min, 17. Februar 2022 in Liévin
- 1500 Meter: 3:36,82 min, 26. Mai 2021 in Rabat
  - 1500 Meter (Halle): 3:43,18 min, 12. Februar 2022 in Metz